# Регин (митология)
Регин в скандинавската митология е синът на Храйдмар и доведения баща на Сигурд. Братята му са Фафнир и От. Когато Локи по погрешка убива От, Храйдмар изисква откуп с размера на златото е необходимо, за да се запълни кожата на От. Локи взема злато от джуджето Андвари, което го проклина заедно с пръстена Андваринаут. Фафнир убива баща заради златото, но в крайна сметка се превръща в алчен дракон. Регин не получава нито нищо от златото, но става ковач на краля и приемен баща за Сигурд и го научава на много езици, спорт, шах и руни .